# Gajalapur, Sedam
Gajalapur là một làng thuộc tehsil Sedam, huyện Gulbarga, bang Karnataka, Ấn Độ.